# Svanekegaarden
Svanekegården er et kulturhus i Svaneke på Østbornholm. Kulturinstitutionen blev åbnet 7. juni 1991 og arrangerer kunstudstillinger (den censurerede udstilling), masterclasses, opera- og sangaftener, foredrag, teaterforestillinger og andre eventyr.